# ハイコ・マース
ハイコ・ヨーゼフ・マース（ドイツ語: Heiko Josef Maas、1966年9月19日 - ）は、ドイツの政治家。2018年3月から2021年12月まで外務大臣を務めた。

## 経歴
1966年9月19日に西ドイツのザールルイにて、カトリック系中流階級の家庭の長男として誕生する。1989年からザールラント大学で法律学を学ぶ。2013年12月から2018年3月まで第3次メルケル内閣で司法・消費者保護大臣、2018年3月から2021年12月まで第4次メルケル内閣で外務大臣を務めた。
- サンドラ・マイシュバーガーのトーク番組『maischberger』に出演（2017年11月29日）
- オーストリアのカリン・クナイスル外相と（2019年3月18日）
- 左からマース、ウクライナのウォロディミル・ゼレンスキー大統領、フランスのジャン＝イヴ・ル・ドリアン外相（2019年5月30日）

## 家族
2016年4月に女優のナタリア・ベルナーと同棲していたが、2018年10月に別居した。2人いる子女は前妻との間に誕生した。